# Spermacoce discreta
Spermacoce discreta är en måreväxtart som beskrevs av Harwood. Spermacoce discreta ingår i släktet Spermacoce och familjen måreväxter. Inga underarter finns listade i Catalogue of Life.